# Asia occidente
Asia occidente è un singolo del cantautore italiano Mahmood, pubblicato il  26 ottobre 2018 come estratto dal primo EP Gioventù bruciata.